# Diessen (Schiff)
Die Diessen ist ein Radmotorschiff auf dem Ammersee, das im Sommer im Liniendienst zwischen den Orten am See verkehrt. Das Schiff wird als Raddampfer vermarktet, obwohl es sich nicht mehr um ein Dampfschiff handelt.

## Technik
Das Schiff hat eine Gesamtlänge von 49,80 Metern bei einer Breite von 13,20 Metern. Es ist zugelassen für 400 Passagiere und verfügt über 135 Innenplätze. Die beiden Schaufelräder werden hydraulisch angetrieben und können zur besseren Manövrierfähigkeit auch gegenläufig betrieben werden. Als Hauptmaschinen sind zwei Dieselmotoren von Deutz mit einer Gesamtleistung von 760 kW im Einsatz, die eine Höchstgeschwindigkeit von gut 12 Knoten ermöglichen.

## Geschichte
Das Schiff wurde im Jahr 1908 als Seitenraddampfer gebaut und nach dem Markt Dießen am Ammersee benannt. Mit Ausnahme der Augsburg sind alle Schiffe auf dem Ammersee nach Gemeinden der Ammerseeregion benannt. 1975 wurde die Diessen auf Dieselantrieb umgebaut. Eine Generalsanierung im Winter 2005/2006 auf der Lux-Werft bedeutete einen weitgehenden Neubau des Schiffs und kostete 3,8 Millionen Euro. Die Wiederindienststellung erfolgte am 3. Juli 2006.